# FWD Tower
La FWD Tower est un gratte-ciel de 209 mètres construit en 2017 à Jakarta en Indonésie. 